# Будар, Ян Михал
Ян Ми́хал Бу́дар, немецкий вариант — Йоганн Михаэль Будер (в.-луж. Jan Michał Budar, нем. Johann Michael Buder, 9 декабря 1713 года, Горня-Гурка, Лужица, курфюршество Саксония — 25 ноября 1789 года, Горня-Гурка, Лужица, курфюршество Саксония) — серболужицкий общественный деятель, благотворитель, землевладелец и юрист. Основал первый в истории фонд помощи лужицким сербам. Получил известность благодаря юридической деятельности по защите прав обездоленных жителей Верхней и Нижней Лужицы.

## Биография

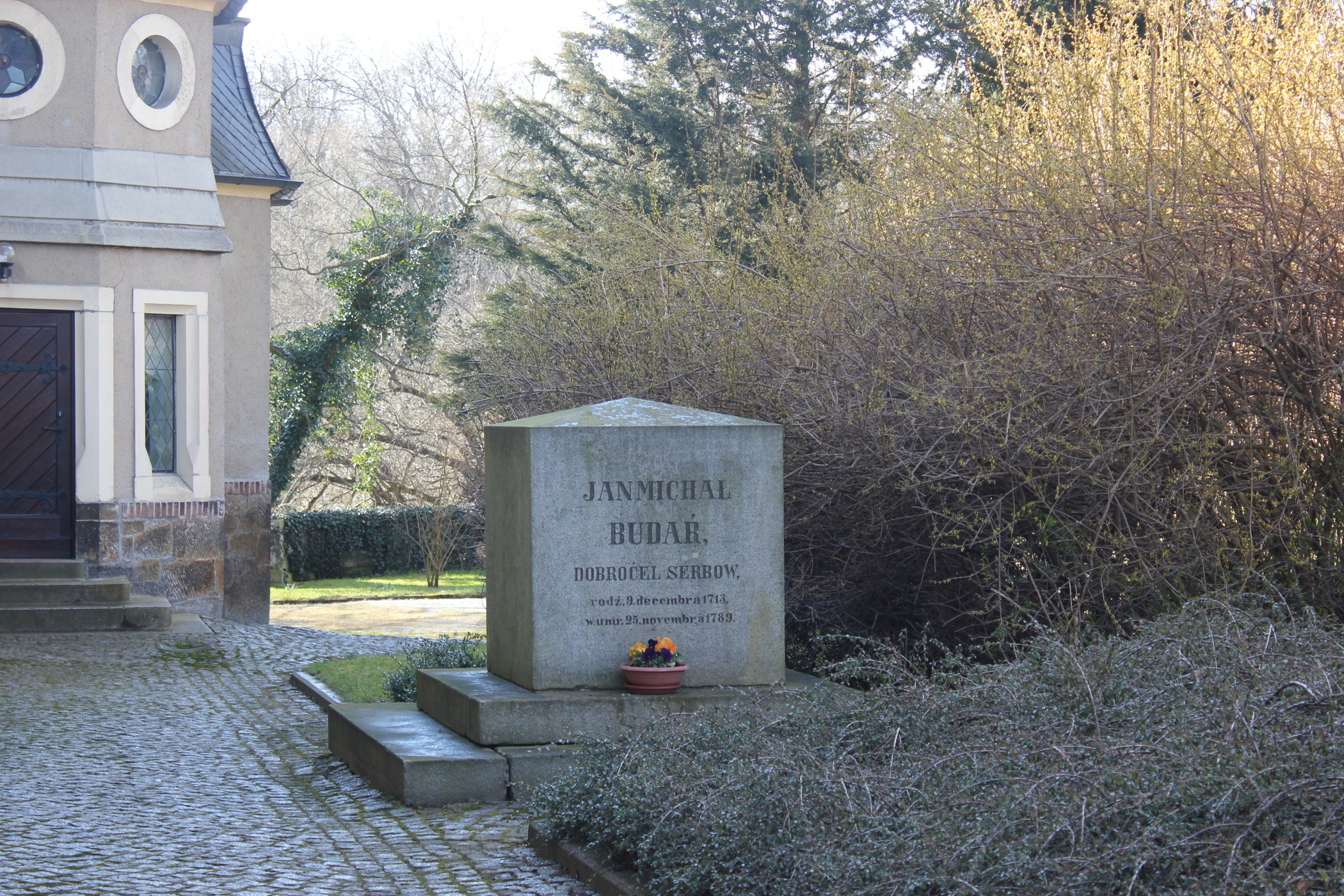
Памятник Будару в Будестецах

Родился 9 декабря 1713 года в лужицкой деревне Горня-Гурка. Окончил гимназию в Будишине, после чего изучал юриспруденцию в Лейпцигском университете, после чего работал адвокатом в Верхней Лужице. Имел адвокатскую контору в Штольпене. Был зарегистрированным членом саксонской адвокатуры (Mitglied des kursächsischen Advokatenstandes) и часто участвовал в судебных процессах по вопросам крепостных крестьян-лужичан.
В 1767 году, за 22 года до своей смерти, завещал всё своё имущество обездоленным лужицким сербам с условием основать фонд по защите их прав. После его смерти был основан Фонд Будара (Budarsche Stiftung), который просуществовал в Лужице до начала XX века.

## Память
- В 1867 году в селе Будестецы был установлен памятник, посвящённый Яну Михалу Будару;
- В 2013 году во время празднования 300-летия со дня его рождения в селе Горня-Гурка на доме, где проживал Ян Михал Будар, была установлена мемориальная табличка.